# Đuôi cụt cánh xanh
Đuôi cụt cánh xanh, tên khoa học Pitta moluccensis, là một loài chim trong họ Pittidae.

## Phân loại
Nhà tự nhiên học người Đức Philipp Ludwig Müller Statius đầu tiên mô tả các đuôi cụt cánh xanh trong năm 1776. Loài này tạo thành một siêu loài với đuôi cụt Ấn Độ (P. brachyura), đuôi cụt cổ tích (P. nympha) và đuôi cụt rừng ngập mặn (P. megarhyncha). 

## Phân bố
Loài này thường được tìm thấy ở Brunei, Campuchia, Trung Quốc, Ấn Độ, Indonesia, Lào, Malaysia, Myanmar, the Philippines, Singapore, Thái Lan, và Việt Nam. Đây là loài lang thang ở Australia, Đảo Giáng Sinh, Đài Loan và Hong Kong. Môi trường sống tự nhiên của chúng là rừng ẩm vùng đất thấp nhiệt đới và cận nhiệt đới.
Loài này được tìm thấy trong một loạt các môi trường sống đến độ cao 800 m (2.500 ft), bao gồm: rừng lá rộng, công viên và các khu vườn, và rừng ngập mặn, mặc dù tránh khu rừng nhiệt đới rậm rạp
Phạm vi phân bố phần lớn Đông Nam Á và Đông Dương, từ trung bộ Myanmar về phía đông thông qua Thái Lan và vào bán đảo Malaysia. Loài này là loài trú đông ở Borneo và Sumatra, và lang thang đến Philippines và Java. Đây là một loài lang thang hiếm thấy tới bờ biển phía tây bắc của Australia.

## Hành vi
Đuôi cụt cánh xanh phần lớn ăn giun sâu và côn trùng, chúng săn những loại mồi này trên mặt đất hoặc từ các cành cây, nhưng chúng cũng ăn các con ốc sên vỏ cứng.

## Hình ảnh

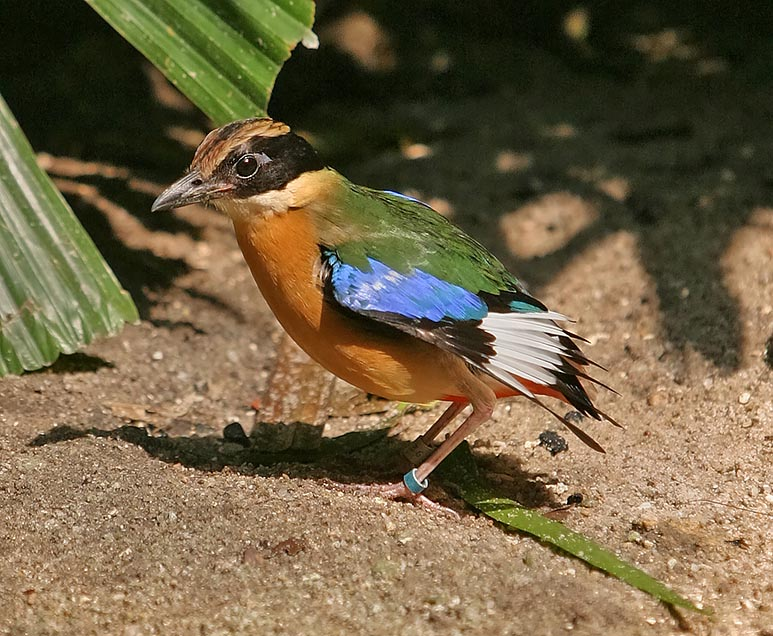
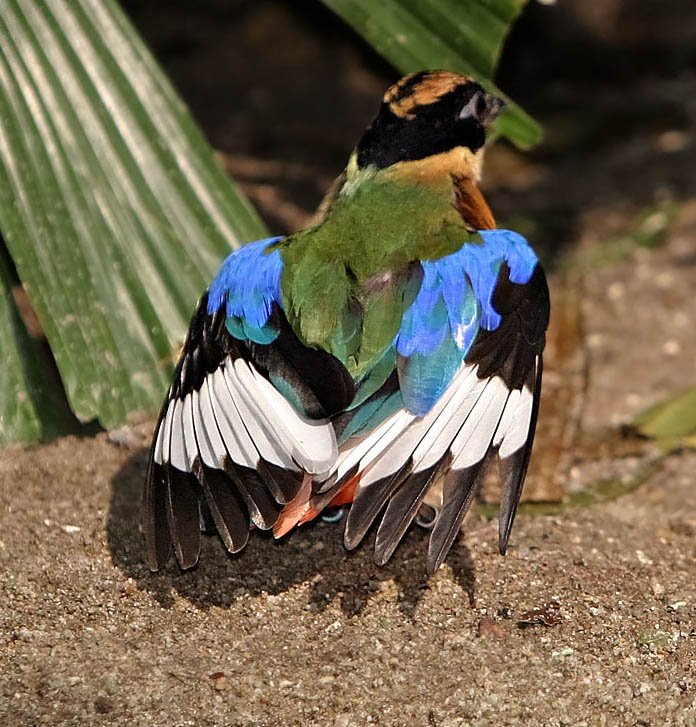